# Terry Matterson
Pas d'image ? Cliquez ici

a Compétitions nationales et continentales officielles uniquement.

b Matchs officiels uniquement.
Terry Matterson, né le 4 mars 1967 à Auburn, est un ancien joueur de rugby à XIII australien évoluant au poste de troisième ligne dans les années 1990 puis reconverti au poste d'entraîneur. Au cours de sa carrière, il a été sélectionné aux New South Wales Blues pour le State of Origin dans les années 1990. En club, il fait ses débuts professionnels aux Eastern Suburbs avant de rejoindre rapidement les Brisbane Broncos puis les London Broncos en Angleterre.
Après sa carrière sportive, il devient l'entraîneur de Castleford Tigers de 2005 à 2011 et a été à la tête de l'équipe des États-Unis de 2013 à 2014.